# Frade (distrito)
Frade é um distrito do município de Macaé, no estado do Rio de Janeiro. Localiza-se a cerca de 55 Km da sede desse município, na região conhecida como serra macaense. Este distrito possui cerca de 1000 habitantes e tem sua alta turística nos meses do verão e também na última semana de Maio, onde celebra a festa de sua padroeira, com uma festa muito popular na região, e que atrai centenas de turistas. Esta festa é conhecida como Festa do Frade ou apenas Festa Maina. O vilarejo oferece aos visitantes pousadas bem localizadas, e opções de lazer diversas, como a pratica de pesca tradicional e "boiagem" (esporte onde se usam câmaras de ar de caminhões para descida nas correntezas do rio. No Carnaval, um tradicional bloco anima os visitantes e locais com bois e bonecas de 3 metros de altura. Na quarta feira de cinzas há uma celebração tradicional e única na região, chamada de "Enterro do Boi", onde uma "procissão" informal ao som de um bumbo levam as carcaças dos bois e bonecas pela cidade até seu destino final, onde são queimadas como símbolo do fim das festividades.   